# Media Go
Media Go is een video- en audiospeler ontwikkeld door Sony Network Entertainment, die werd aangekondigd op de E3 2009 en werkt op Microsoft Windows.
Media Go dient voor het beheren van content voor producten uit de Sony familie zoals Sony Ericsson Gsm’s en de PlayStation Portable Het kan ook gebruikt worden voor het afspelen van multimedia, een soortgelijke functie als Apple iTunes. Media Go biedt toegang tot de PlayStation Store, de Sony Ericsson PlayNow Arena en, in sommige gevallen, de online winkels van de derde partij. 
Media Go is de vervanger van PSP Media Manager.

## Mogelijkheden
Media Go is in staat om automatisch verschillende soorten content te synchroniseren met een compatibel apparaat. Afhankelijk van het gebruikte apparaat, kunnen foto’s, video’s, muziek, audio, afspeellijsten, games en podcasts worden gesynchroniseerd. Geavanceerde functionaliteit zorgt ervoor dat muziek moeten worden gecodeerd door SensMe. Aankopen in de PlayStation Store, de Sony Ericsson PlayNow Arena of een andere online winkel van derden, worden mogelijk gemaakt. Indien van toepassing, kan Media Go ook automatisch downloads en/of bepaalde inhoud (bijvoorbeeld een podcast) converteren naar een geschikt formaat. Ook kan Media Go back-ups en herstellingen van PlayStation Portable-games (PSP-games) en andere inhoud maken, zoals Digitale Comics. Ook wordt het downloaden van data naar een computer in plaats van naar een compatibel apparaat ondersteund in de huidige versie, dit kon eerst niet.
Zoals de meeste vergelijkbare producten kan Media Go ook muziek rippen van een cd en automatisch downloaden van ontbrekende metagegevens (album illustraties in het bijzonder) via Gracenote. Het is echter niet mogelijk om video te rippen vanaf een commerciële dvd of BD. Media Go ondersteunt ook het slepen van content van de toepassing naar een Windows Verkenner-map, een e-mail of een browser en omgekeerd. Als meest concurrerende programma's echter is een van de primaire functies van Media Go. Media Go fungeert ook als een volledig functionele fotomanager, vergelijkbaar met Microsofts Windows Media Player.
Hoewel het niet helemaal wordt ondersteund, kan Media Go ook gebruikt worden om andere apparaten, zoals gsm’s, USB-sticks etc. (voor massaopslag), te voorzien van uw content. 

## Versie geschiedenis
| Legenda     | Legenda        |
| ----------- | -------------- |
| Oude versie | Huidige versie |

| Versie | Vrijgavedatum    | Belangrijke wijzigingen |
| ------ | ---------------- | --- |
| 1.0    | Zomer 2009       | Eerste uitgave. Deze versie bevatten ondersteuning voor de populaire Sony Ericsson telefoons. |
| 1.1    | 2 juni 2009      | Ondersteuning voor alle PlayStation Portable modellen. Intregratie van Sony Computer Entertainments PlayStation Store, Sony Ericssons PlayNow Arena en winkels van derde. Het te downloaden content verschilt van land tot land.                                                                                               |
| 1.1a   | 29 juli 2009     | Verbeterde stabiliteit en bug fixes. |
| 1.2    | 1 oktober 2009   | Ondersteuning voor de PSPgo en uitbreiding van de ondersteuning voor Sony Ericsson modellen. Er werden ook verbeteringen aan de prestaties, stabiliteit en metagegevens toegevoegd. |
| 1.3    | 18 november 2009 | Uitbreiding van de ondersteuning aan Sony Ericsson toestellen en compatibiliteit met Microsoft's nieuwe besturingssysteem Windows 7. Media Go ondersteunt nu ook Digital Comics en het controleren en updaten/upgraden van de PSP-systeemsoftware. Ook het kopiëren van dvd's naar PSP-formaat is nu mogelijk.                 |
| 1.4    | 22 april 2010    | Uitbreiding van de ondersteuning aan Sony Ericsson toestellen. Het is nu ook mogelijk om content uit de PlayStation Store naar een computer te downloaden en later over te zetten naar een PSP-systeem. Dit kon eerst niet. De UI werd ook vernieuwd.                                                                          |
| 1.5    | 28 juni 2010     | Uitbreiding van de ondersteuning aan Sony Ericsson toestellen. Ook podcasts worden nu ondersteunt. |
| 1.5a   | 25 augustus 2010 | Deze versie was een onderhoudsversie. Het bracht een verbeterde ondersteuning voor afspeellijsten met zich mee en ondersteunde op Android gebaseerde Sony Ericsson telefoons. Ook de installer is verbeterd. |
| 1.6    | 23 november 2010 | Aangepaste zoekopdrachten en foto's bewerken is nu ook een optie in Media Go. Nieuw is de mogelijkheid om media te slepen van het bureaublad naar Media Go om het zo toe te voegen aan een persoonlijke collectie of apparaat en omgekeerd. Media Go kan ook automatisch informatie ophalen voor albums met Gracenote MusicID. |
| 1.7    | 14 april 2011    | Ondersteuning voor Sony Ericsson Xperia arc, Xperia PLAY en Xpeario neo. Ondersteuning voor apparaten die enkel audio-bestanden kunnen afspelen. Verbeterde prestaties en snellere reactie. |
| 1.8    | 2 augustus 2011  | Ondersteuning voor Qriocity Video voor Sony Ericsson Xperia telefoons en ondersteuning voor Walkman A860, S760 en E460 series. |
| 2.0    | 7 oktober 2011   | Je kan nu inhoud overdragen vanaf je Sony tablet. Nieuwe lay-out en verbeterde stabiliteit. Verbeterde functies en verbeterde weergaven. PSP-E1000 is nu ondersteund. |
| 2.1    | 3 april 2012     | Ondersteuning voor het delen van foto's en video's via Facebook en YouTube. Verbeterde Podcast ondersteuning. |
| 2.2    | 1 augustus 2012  | Verbeterde gebruikesomgeving, ondersteuning voor nieuwe apparaten zoals de Sony Xperia™ smartphones Tipo, Tipo Dual, Miro Neo L, Advance, Go, GX en SX en de WALKMAN S series en E series. Meer mogelijkheden om bestanden te sorteren en meer geluidsinstellingen.                                                            |